# 화홍초등학교
화홍초등학교는 대한민국 경기도 수원시 팔달구에 있는 공립 초등학교이다.

## 연혁
- 1976년 11월 6일 화홍국민학교 설립 인가
- 1977년 3월 1일 초대 백형민 교장 부임
- 1977년 3월 7일 화홍초등학교 개교(7학급)
- 1981년 2월 12일 제1회 졸업식(215명 졸업)
- 1981년 3월 5일 화홍국민학교 병설유치원 개원
- 1996년 3월 1일 화홍초등학교로 개명
- 2007년 2월 16일 제28회 졸업식(237명 졸업, 누계 9,863명)
- 2008년 3월 1일 제10대 장순희 교장 부임
- 2009년 2월 17일 제29회 졸업식(209명 졸업, 누계 10,072명)
- 2009년 9월 1일 제 11대 곽진현 교장 부임
- 2010년 2월 11일 제30회 졸업식(졸업생 총수 223명 누계 10,295명)
- 2010년 3월 1일 36학급 편성(병설유치원 1학급)
- 2011년 2월 17일 제31회 졸업식(졸업생 총수 239명, 누계 10,534명)
- 2011년 3월 1일 36학급 편성(특수학급 포함, 유치원 1학급)
- 2011년 3월 1일 제12대 소인성 교장 부임
- 2011년 3월 2일 시업식 및 입학식(신입생 173명)
- 2012년 2월 15일 제32회 졸업식(졸업색 총수 218명, 누계 10,752명)
- 2012년 3월 1일 36학급 편성(특수학급 포함, 유치원 1학급)
- 2012년 3월 2일 시업식 및 입학식(신입생 134명)
- 2013년 2월 15일 제33회 졸업식(졸업생 총수 217명, 누계 10,969명)
- 2013년 3월 1일 34학급 편성(특수학급 포함, 유치원 1학급)
- 2013년 3월 4일 시업식 및 입학식(신입생 150명)
- 2014년 2월 14일 제34회 졸업식(졸업생 총수 185명, 누계 11,154명)
- 2014년 3월 1일 제13대 이혜랑 교장 부임
- 2014년 3월 1일 34학급 편성(특수학급, 유치원 1학급)
- 2014년 3월 3일 시업식 및 입학식(신입생 173명)
- 2015년 2월 13일 제35회 졸업식(졸업생 총수 180명, 누계 11,334명)
- 2015년 3월 2일 시업식 및 입학식(신입생 157명)
- 2016년 2월 12일 제36회 졸업식(졸업생 총수 177명, 누계 11,511명)
- 2016년 3월 2일 시업식 및 입학식(신입생 158명)
- 2017년 1월 10일 제37회 졸업식(졸업생 총수 207명, 누계 11,718명)